# Gloripallium pallium
Gloripallium pallium is een tweekleppigensoort uit de familie Pectinidae. De wetenschappelijke naam is gepubliceerd in 1758 door Linnaeus in de tiende editie van Systema naturae.
Rechter en linker klep van hetzelfde exemplaar:

Rechter Klep
Linker Klep